# Печери Німеччини
На території Німеччини печери відомі в основному у Баварських Альпах і в Гарці. 16 з них мають протяжність понад 2 км, 13 — глибину більше 200 м. Найбільші — Зальцграбенхеле (7797/-270), Фукслабіринт (6000 м), Клутерт (5700 м), Гебуртстагшахт (-698 м), Зе-Шлінгер (-595 м). Більше 40 невеликих печер обладнані для відвідувань. Крім того, відомо близько десятка значних печер у гіпсі: Віммельсбурзька (5000 м, до відкриття лабіринтів Подолії вважалася найдовшою у світі), Хаймкеле (1710 м), Хеллерн (1040 м) та ін.
Невеликі печери утворюються при гідратації ангідриту (Квеллунгсхоле та ін.).